# Élections législatives de 1958 en Meurthe-et-Moselle
Les élections législatives françaises de 1958 se déroulent les 23 et 30 novembre 1958. Dans le département de Meurthe-et-Moselle, sept députés sont à élire dans le cadre de sept circonscriptions.

## Élus
| Circonscription | Député élu        | Parti | Parti   |
| --------------- | ----------------- | ----- | ------- |
| 1re             | Roger Souchal     |       | UNR     |
| 2e              | William Jacson    |       | UNR     |
| 3e              | Pierre Weber      |       | CNIP    |
| 4e              | Pierre Dalainzy   |       | Modérés |
| 5e              | François Valentin |       | UNR     |
| 6e              | Roger Devemy      |       | MRP     |
| 7e              | Joseph Nou        |       | UNR     |

## Système électoral
Pour la première fois depuis 1936, les élections législatives ont lieu au scrutin uninominal majoritaire à deux tours dans des circonscriptions uninominales.
Est élu au premier tour le candidat qui réunit la majorité absolue des suffrages exprimés et un nombre de voix au moins égal au quart (25 %) des électeurs inscrits dans la circonscription. Si aucun des candidats ne satisfait ces conditions, un second tour est organisé entre les candidats ayant réuni un nombre de voix au moins égal à 5 % des suffrages exprimés. Au second tour, le candidat arrivé en tête est déclaré élu.
Le seuil de qualification, basé sur un pourcentage relativement faible des suffrages exprimés, tend à faciliter l'accès au second tour de plus de deux candidats. Les candidats en lice au second tour peuvent ainsi fréquemment être trois, un cas de figure appelé « triangulaire ». Lorsque quatre candidats s'affrontent au second tour, on parle de « quadrangulaire ».

## Résultats

### Résultats à l'échelle du département
| Parti          | Parti                                            | Premier tour | Premier tour | Second tour | Second tour | Sièges |
| Parti          | Parti                                            | Voix         | %            | Voix        | %           | Sièges |
| -------------- | ------------------------------------------------ | ------------ | ------------ | ----------- | ----------- | ------ |
|                | Centre national des indépendants et paysans      | 79 895       | 29,28        | 61 771      | 26,39       | 2      |
|                | Union pour la nouvelle République                | 54 079       | 19,82        | 74 074      | 31,65       | 3      |
|                | Modérés                                          | 25 888       | 9,49         | 24 085      | 10,29       | 1      |
|                | Droite parlementaire                             | 159 862      | 58,58        | 159 930     | 68,33       | 6      |
|                |                                                  |              |              |             |             |        |
|                | Parti communiste français                        | 43 067       | 15,78        | 43 738      | 18,69       | 0      |
|                | Section française de l'Internationale ouvrière   | 36 876       | 13,51        | 7 249       | 3,10        | 0      |
|                | Parti républicain, radical et radical-socialiste | 14 283       | 5,23         | 10 930      | 4,67        | 0      |
|                | Mouvement républicain populaire                  | 9 477        | 3,47         | 12 224      | 5,22        | 1      |
|                | Centre républicain                               | 4 762        | 1,75         | Retrait     | Retrait     | 0      |
|                | Union des forces démocratiques                   | 3 288        | 1,20         |             |             | 0      |
|                | Union et fraternité française                    | 1 257        | 0,46         | 0           |             |        |
|                |                                                  |              |              |             |             |        |
| Inscrits       | Inscrits                                         | 351 172      | 100,00       | 311 630     | 100,00      | 7      |
| Abstentions    | Abstentions                                      | 71 154       | 20,26        | 72 248      | 23,18       |        |
| Votants        | Votants                                          | 280 018      | 79,74        | 239 382     | 76,82       |        |
| Blancs et nuls | Blancs et nuls                                   | 7 146        | 2,55         | 5 311       | 2,22        |        |
| Exprimés       | Exprimés                                         | 272 872      | 97,45        | 234 071     | 97,78       |        |

### Résultats par circonscription

#### Première circonscription (Nancy-Nord)
| Candidat       | Candidat          | Parti          | Premier tour | Premier tour | Second tour | Second tour |  |
| Candidat       | Candidat          | Parti          | Voix         | %            | Voix        | %           |  |
| -------------- | ----------------- | -------------- | ------------ | ------------ | ----------- | ----------- |  |
|                | Robert Linard     | CNIP           | 16 482       | 37,26        | 16 880      | 40,25       |  |
|                | Roger Souchal élu | UNR            | 14 595       | 32,99        | 19 076      | 45,48       |  |
|                | Jean Kreher       | SFIO           | 6 065        | 13,71        | Retrait     | Retrait     |  |
|                | Georges Lacaze    | PCF            | 5 841        | 13,2         | 5 985       | 14,27       |  |
|                | Paul Parcot       | UFF            | 1 257        | 2,84         |             |             |  |
|                |                   |                |              |              |             |             |  |
| Inscrits       | Inscrits          | Inscrits       | 57 044       | 100,00       | 57 036      | 100,00      |  |
| Abstentions    | Abstentions       | Abstentions    | 11 544       | 20,24        | 14 065      | 24,66       |  |
| Votants        | Votants           | Votants        | 45 500       | 79,76        | 42 971      | 75,34       |  |
| Blancs et nuls | Blancs et nuls    | Blancs et nuls | 1 260        | 2,77         | 1 030       | 2,4         |  |
| Exprimés       | Exprimés          | Exprimés       | 44 240       | 97,23        | 41 941      | 97,6        |  |

#### Deuxième circonscription (Nancy-Ouest)
| Candidat       | Candidat           | Parti          | Premier tour | Premier tour | Second tour | Second tour |  |
| Candidat       | Candidat           | Parti          | Voix         | %            | Voix        | %           |  |
| -------------- | ------------------ | -------------- | ------------ | ------------ | ----------- | ----------- |  |
|                | William Jacson élu | UNR            | 10 754       | 23,7         | 23 219      | 53,71       |  |
|                | Pierre André       | CNIP           | 10 529       | 23,21        | 10 166      | 23,51       |  |
|                | Robert Damery      | PCF            | 5 927        | 13,06        | 6 900       | 15,96       |  |
|                | Robert Kalis       | Modérés        | 5 828        | 12,85        | 2 948       | 6,82        |  |
|                | Joseph Masson      | SFIO           | 5 538        | 12,21        | Retrait     | Retrait     |  |
|                | Robert Luc         | CR             | 4 762        | 10,5         | Retrait     | Retrait     |  |
|                | Henri Longeot      | UFD            | 2 030        | 4,47         |             |             |  |
|                |                    |                |              |              |             |             |  |
| Inscrits       | Inscrits           | Inscrits       | 59 442       | 100,00       | 59 436      | 100,00      |  |
| Abstentions    | Abstentions        | Abstentions    | 12 751       | 21,45        | 15 040      | 25,3        |  |
| Votants        | Votants            | Votants        | 46 691       | 78,55        | 44 396      | 74,7        |  |
| Blancs et nuls | Blancs et nuls     | Blancs et nuls | 1 323        | 2,83         | 1 163       | 2,62        |  |
| Exprimés       | Exprimés           | Exprimés       | 45 368       | 97,17        | 43 233      | 97,38       |  |

#### Troisième circonscription (Nancy-Sud-Est)
| Candidat       | Candidat         | Parti          | Premier tour | Premier tour | Second tour | Second tour |  |
| Candidat       | Candidat         | Parti          | Voix         | %            | Voix        | %           |  |
| -------------- | ---------------- | -------------- | ------------ | ------------ | ----------- | ----------- |  |
|                | Pierre Weber élu | CNIP           | 18 375       | 42,03        | 20 809      | 51,18       |  |
|                | André Eigner     | UNR            | 8 618        | 19,71        | 14 657      | 36,05       |  |
|                | Marcel Martin    | Radsoc         | 6 397        | 14,63        | Retrait     | Retrait     |  |
|                | Augusta Guy      | PCF            | 4 970        | 11,37        | 5 195       | 12,78       |  |
|                | Fernand Woh      | SFIO           | 3 653        | 8,36         | Retrait     | Retrait     |  |
|                | Fernand Sourdot  | Modérés        | 1 706        | 3,9          |             |             |  |
|                |                  |                |              |              |             |             |  |
| Inscrits       | Inscrits         | Inscrits       | 57 850       | 100,00       | 57 850      | 100,00      |  |
| Abstentions    | Abstentions      | Abstentions    | 12 678       | 21,92        | 15 738      | 27,2        |  |
| Votants        | Votants          | Votants        | 45 172       | 78,08        | 42 112      | 72,8        |  |
| Blancs et nuls | Blancs et nuls   | Blancs et nuls | 1 453        | 3,22         | 1 451       | 3,45        |  |
| Exprimés       | Exprimés         | Exprimés       | 43 719       | 96,78        | 40 661      | 96,55       |  |

#### Quatrième circonscription (Lunéville)
| Candidat       | Candidat             | Parti          | Premier tour | Premier tour | Second tour | Second tour |  |
| Candidat       | Candidat             | Parti          | Voix         | %            | Voix        | %           |  |
| -------------- | -------------------- | -------------- | ------------ | ------------ | ----------- | ----------- |  |
|                | Pierre Dalainzy élu  | Modérés        | 14 329       | 35,94        | 21 137      | 54,4        |  |
|                | Jean Crouzier        | CNIP           | 11 465       | 28,76        | 13 916      | 35,81       |  |
|                | François du Chatelle | UNR            | 7 498        | 18,81        | Retrait     | Retrait     |  |
|                | André Claudel        | PCF            | 4 222        | 10,59        | 3 805       | 9,79        |  |
|                | Léon Antoine         | SFIO           | 2 350        | 5,9          | Retrait     | Retrait     |  |
|                |                      |                |              |              |             |             |  |
| Inscrits       | Inscrits             | Inscrits       | 50 542       | 100,00       | 50 521      | 100,00      |  |
| Abstentions    | Abstentions          | Abstentions    | 9 559        | 18,91        | 10 667      | 21,11       |  |
| Votants        | Votants              | Votants        | 40 983       | 81,09        | 39 854      | 78,89       |  |
| Blancs et nuls | Blancs et nuls       | Blancs et nuls | 1 119        | 2,73         | 996         | 2,5         |  |
| Exprimés       | Exprimés             | Exprimés       | 39 864       | 97,27        | 38 858      | 97,5        |  |

#### Cinquième circonscription (Toul)
|                | François Valentin élu | CNIP           | 17 353 | 55,46  |  |  |  |
|                | Pierre Schmidt        | SFIO           | 8 162  | 26,09  |  |  |  |
|                | Gaston Schmit         | MRP            | 2 950  | 9,43   |  |  |  |
|                | Pierre Attenot        | PCF            | 2 825  | 9,03   |  |  |  |
|                |                       |                |        |        |  |  |  |
| Inscrits       | Inscrits              | Inscrits       | 39 510 | 100,00 |  |  |  |
| Abstentions    | Abstentions           | Abstentions    | 7 325  | 18,54  |  |  |  |
| Votants        | Votants               | Votants        | 32 185 | 81,46  |  |  |  |
| Blancs et nuls | Blancs et nuls        | Blancs et nuls | 895    | 2,78   |  |  |  |
| Exprimés       | Exprimés              | Exprimés       | 31 290 | 97,22  |  |  |  |

#### Sixième circonscription (Briey)
| Candidat       | Candidat                  | Parti          | Premier tour | Premier tour | Second tour | Second tour |  |
| Candidat       | Candidat                  | Parti          | Voix         | %            | Voix        | %           |  |
| -------------- | ------------------------- | -------------- | ------------ | ------------ | ----------- | ----------- |  |
|                | Maurice Kriegel-Valrimont | PCF            | 9 995        | 29,03        | 11 642      | 33,46       |  |
|                | Philippe Serre            | Radsoc         | 7 005        | 20,34        | 10 930      | 31,41       |  |
|                | Roger Devemy élu          | MRP            | 6 527        | 18,96        | 12 224      | 35,13       |  |
|                | André Lapointe            | UNR            | 4 038        | 11,73        | Retrait     | Retrait     |  |
|                | Louis Stoeber             | Modérés        | 4 025        | 11,69        | Retrait     | Retrait     |  |
|                | Raymond Engel             | SFIO           | 2 844        | 8,26         | Retrait     | Retrait     |  |
|                |                           |                |              |              |             |             |  |
| Inscrits       | Inscrits                  | Inscrits       | 43 376       | 100,00       | 43 385      | 100,00      |  |
| Abstentions    | Abstentions               | Abstentions    | 8 444        | 19,47        | 8 235       | 18,98       |  |
| Votants        | Votants                   | Votants        | 34 932       | 80,53        | 35 150      | 81,02       |  |
| Blancs et nuls | Blancs et nuls            | Blancs et nuls | 498          | 1,43         | 354         | 1,01        |  |
| Exprimés       | Exprimés                  | Exprimés       | 34 434       | 98,57        | 34 796      | 98,99       |  |

#### Septième circonscription (Longwy)
| Candidat       | Candidat             | Parti          | Premier tour | Premier tour | Second tour | Second tour |  |
| Candidat       | Candidat             | Parti          | Voix         | %            | Voix        | %           |  |
| -------------- | -------------------- | -------------- | ------------ | ------------ | ----------- | ----------- |  |
|                | Louis Dupont         | PCF            | 9 287        | 27,35        | 10 211      | 29,53       |  |
|                | Joseph Nou élu       | UNR            | 8 576        | 25,26        | 17 122      | 49,51       |  |
|                | Pierre-Olivier Lapie | SFIO           | 8 264        | 24,34        | 7 249       | 20,96       |  |
|                | Georges Lejeune      | CNIP           | 5 691        | 16,76        | Retrait     | Retrait     |  |
|                | Lucien Herbays       | UFD            | 1 258        | 3,7          |             |             |  |
|                | Pierre Bardet        | Radsoc         | 881          | 2,59         |             |             |  |
|                |                      |                |              |              |             |             |  |
| Inscrits       | Inscrits             | Inscrits       | 43 408       | 100,00       | 43 402      | 100,00      |  |
| Abstentions    | Abstentions          | Abstentions    | 8 853        | 20,39        | 8 503       | 19,59       |  |
| Votants        | Votants              | Votants        | 34 555       | 79,61        | 34 899      | 80,41       |  |
| Blancs et nuls | Blancs et nuls       | Blancs et nuls | 598          | 1,73         | 317         | 0,91        |  |
| Exprimés       | Exprimés             | Exprimés       | 33 957       | 98,27        | 34 582      | 99,09       |  |